# Església de Sant Andreu i Santa Marina
L'Església de Sant Andreu i Santa Marina és una obra de Sant Jaume dels Domenys (Baix Penedès) protegida com a Bé Cultural d'Interès Local.

## Descripció
Es tracta d'una església de petites dimensions. Presenta una façana amb porta d'arc de mig punt dovellat, una petita rosassa i un campanar de cadireta d'un sol cos que conté la campana. Les cobertes són de dues vessants i des de l'exterior es poden veure els contraforts. L'interior presenta una sola nau, un petit creuer i un absis semicircular. Destaca un gran arc de mig punt fet de pedra, d'origen molt antic.

## Història
L'església de Sant Andreu i Santa Marina té les seves arrels en una capella romànica. La capella és documentada ja en una visita pastoral del 6 de juliol de 1414 (notes històriques del bisbat de Barcelona, conservades a l'Arxiu històric de la ciutat). També es troben documentades altres visites pastorals del segle xvii. Cap a 1950 fou reconstruïda i ampliada pel poble, i aleshores adquirí la seva estructura actual. Es creu que aquesta capella formava part del castell de Lleger.